# Triurani octoxide
Triurani octoxide (công thức hóa học là U3O8) là một hợp chất có thành phần gồm hai nguyên tố, gồm urani và oxy. Hợp chất này có màu sắc như màu xanh lá cây ôliu xen lẫn màu đen và không mùi. Hợp chất này là dạng phổ biến hơn hợp chất yellowcake [urania] và được vận chuyển giữa các nhà máy và các nhà máy lọc dầu theo dạng hình thù này.
U3O8 có tiềm năng ổn định lâu dài trong môi trường địa chất. Khi có khí oxi (O2), urani(IV) Oxide (UO2) được oxy hóa thành U3O8, trong khi urani(VI) Oxide (UO3) mất oxy ở nhiệt độ trên 500 °C và bị khử thành U3O8. Hợp chất này có thể được tạo ra bởi bất kỳ một trong ba quá trình chuyển hoá hóa học ban đầu, bao gồm urani(IV) fluoride (UF4) hoặc uranyl fluoride (UO2F2) làm chất trung gian.
Hợp chất này thường được coi là cách thức tốt hơn với mục đích xử lý, bởi vì trong các điều kiện môi trường bình thường, U3O8 là một dạng urani được tìm thấy trong tự nhiên. Mật độ hạt của nó là 8,3 g cm−3.
Triurani octOxide được chuyển thành urani(VI) fluoride với mục đích là làm giàu urani.